# Kiến tạo sơn Cimmeria

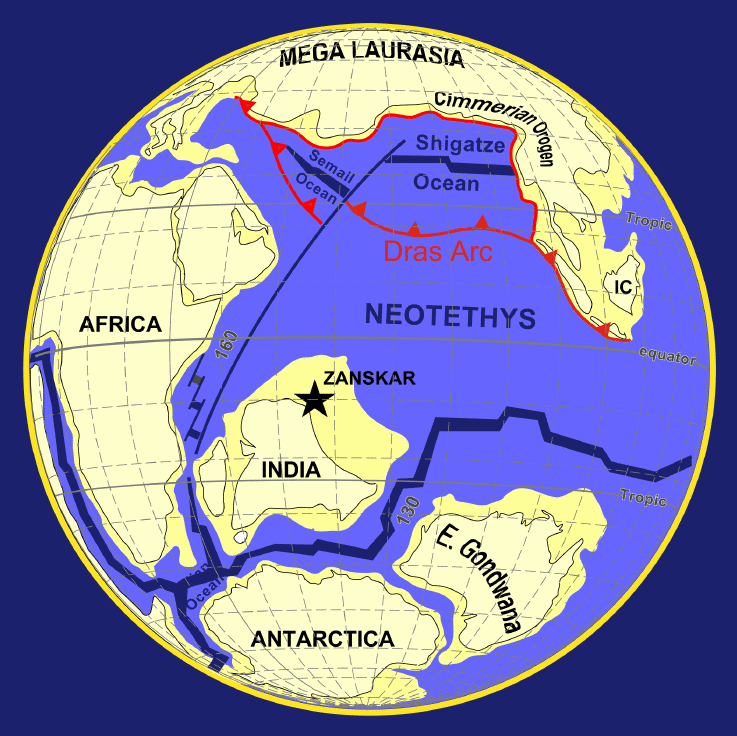
Cimmeria va chạm với các khối Hoa Bắc và Hoa Nam, khép lại dại dương Paleo-Tethys nằm giữa chúng và tạo ra các dãy núi. Bản đồ khoảng 100 Ma.

Kiến tạo sơn Cimmeria là một kiến tạo sơn đã tạo ra các dãy núi hiện nay nằm ở Trung Á. Người ta cho rằng kiến tạo sơn này đã bắt đầu khoảng 200 - 150 triệu năm trước (Ma), với phần lớn thời gian thuộc về kỷ Jura, khi lục địa mảng Cimmeria va chạm với bờ biển phía nam của các lục địa Kazakhstania, Hoa Bắc và Hoa Nam, khép lại đại dương Paleo-Tethys cổ đại nằm giữa chúng. Mảng kiến tạo Cimmeria bao gồm các phần ngày nay thuộc Thổ Nhĩ Kỳ, Iran, Tây Tạng và phần phía tây của Đông Nam Á. Phần lớn ranh giới phía bắc của mảng đã hình thành nên các dãy núi từng cao như dãy núi Himalaya ngày nay. Kiến tạo sơn này vẫn còn tiếp diễn cho tới tận khoảng thời gian thuộc Phấn trắng và Tiền Tân sinh.